# Arthur Burdett Frost

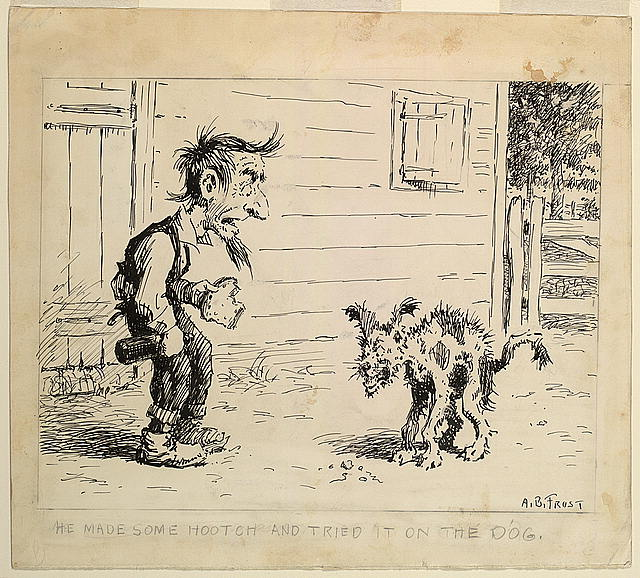
A. B. Frost, ilustración de 1921.

Arthur Burdett Frost (17 de enero de 1851 - 22 de junio de 1928), fue un pintor, ilustrador e historietista estadounidense, considerado un grande de la «Edad Dorada de la Ilustración Norteamericana». Su obra se reconoce por el realismo de sus escenas de caza y su representación dinámica del movimiento, situándose, en palabras de Santiago García «en la encrucijada de la imagen múltiple y secuencial de la que saldrán también el cine y la animación.» Frost ilustró 90 libros y produjo cientos de pinturas. 

## Biografía
Frost nació el 17 de enero de 1851, en Filadelfia, Pensilvania, siendo el mayor de diez hermanos. Su padre era profesor de literatura. Se hizo litógrafo, y en 1874 un amigo le pidió que ilustrara un libro de historias cortas de humor, un libro que se volvió un éxito comercial, vendiendo más de un millón de copias.
En 1876, Frost se unió al departamento de arte de la editorial Harper & Brothers, donde trabajó junto a ilustradores reconocidos en el país. Al trabajar ahí, aprendió una gran variedad de técnicas. Frost sufría de daltonismo, lo cual no le permitía ver ciertos colores, y eso le puede haber ayudado en su buen desempeño en trabajos con la escala de grises. En 1877 y 1878, Frost fue a Londres a estudiar con algunos de los grandes caricaturistas de la época. Luego volvió a Filadelfia y se fue a estudiar a la Academia de Bellas Artes de Filadelfia con el pintor Thomas Eakins, muy interesado entonces en la fotografía.
A partir de diciembre de 1879, publicó sus primeras historietas, siendo Our Cat Eats Rat Poison (1881), una de las más celebradas. Las recopilaría en Stuff and Nonsense (1884), The Bull Calf and Other Tales (1882), y Carlo (1913). 
Desde 1906 hasta mayo de 1914, Frost y su familia vivieron en Francia, atraídos por el movimiento artístico impresionista. Al regresar a los Estados Unidos, continuó siendo ilustrador y caricaturista, principalmente para la revista Life. Murió el 22 de junio de 1928.